# Мухоловка даурська
Мухоло́вка даурська (Ficedula zanthopygia) — вид горобцеподібних птахів родини мухоловкових (Muscicapidae). Мешкає в Азії. Даурська мухоловка раніше вважалася конспецифічною з жовтоспинною мухоловкою.

## Опис
Довжина птаха становить 13-13,5 см, вага 8-15 г. У самців верхня частина тіла чорна, над очима білі "брови", надхвістя жовте, нижня частина тіла лимонно-жовта, на крилах білі плями. У самиць верхня частина тіла тьмяно-оливково-зелена.

## Поширення і екологія
Даурські мухоловки гніздяться на Далекому Сході Росії, в східній Монголії, на північному сході Китаю та в Кореї. Взимку вони мігрують на Малайський півострів та на Суматру, іноді на Шрі-Ланці. Даурські мухоловки живуть в широколистяних і мішаних лісах, часто поблизу водойм, на міграції зустрічаються в чагарникових заростях і садах. Живляться комахами та іншими безхребетними, доповнюють свій раціон ягодами і плодами, зокрема Macaranga javanica. Сезон розмноження триває з травня по липень. Гніздо чашоподібне, робиться з моху, сухої трави і рослинних волокон, розміщується на гілці дерева, в дуплі або у шпаківні. В кладці від 4 до 7 яєць, інкубаційний період триває 14-15 днів.